# Hanna Przewłocka
Hanna Przewłocka domu Moksiewicz (ur. 28 grudnia 1923 w Poznaniu, zm. 13 lutego 2017) – polska chemiczka, profesor nauk chemicznych.

## Życiorys
Córka Józefa. W 1950 ukończyła studia magisterskie na Uniwersytecie im. Adama Mickiewicza w Poznaniu. W 1960 się doktoryzowała na AGH, w 1966 habilitowała na Politechnice Śląskiej, a w 1985 otrzymała tytuł profesora w zakresie nauk chemicznych.
Pracowała w Wyższej Szkole Zarządzania w Częstochowie i Politechnice Częstochowskiej. W latach 1970–1973 pełniła funkcję prodziekanki ds. nauczania, a w latach 1970–1994 kierowniczka Katedry Chemii.
Zajmowała się polarograficznymi metodami analizy chemicznej, mechanizmami procesów korozyjnych metali i stopów użytkowych. Opracowywała patenty i wdrożenia na rzecz przemysłu. Jest współwynalazczynią opatentowanej metody kąpieli do trawienia stali niskostopowych (1986).
Zmarła 13 lutego 2017. Została pochowana na cmentarzu św. Rocha.

## Podręczniki
- Ćwiczenia laboratoryjne z chemii ogólnej dla studiów zawodowych. cz. 1 i 2;
- Metody analizy instrumentalnej : skrypt dla studentów II roku Wydziału Metalurgicznego. Cz. 2 (współautorzy: Elżbieta Piekutowska, Natalia Zelichowicz);
- Chemia ogólna. cz. 1 (współautorzy: Mieczysław Kozikowski, Natalia Zelichowicz);
- Ćwiczenia laboratoryjne z chemii sanitarnej "Wybrane działy z chemii wody": dla studentów Wydziału Budownictwa Lądowego, kierunek: Inżynieria Sanitarna (współautorzy Elżbieta Piekutowska, Barbara Kubicka);
- Chemia ogólna. cz. 2, Systematyka pierwiastków (współautor: Henryk Bala);
- Chemia ogólna: skrypt dla studentów Wydziału Metalurgicznego. cz. 1 (współautorzy: Henryk Bala, Adam Banaszkiewicz).

## Odznaczenia
- Krzyż Kawalerski Orderu Odrodzenia Polski[5]
- Złoty i Srebrny Krzyż Zasługi[5]
- Medal Komisji Edukacji Narodowej[5]
- Srebrna i Złota Odznaka Honorowa NOT[5]
- Złota Odznaka ZNP[5]